# Plymouth (Montserrat)
Plymouth es la antigua capital de Montserrat, un territorio británico de ultramar.
Construida sobre depósitos históricos de lava cerca del entonces inactivo volcán Soufrière Hills, la ciudad fue evacuada en 1995 cuando el volcán entró en erupción. Plymouth fue finalmente abandonado permanentemente en 1997 después de que fue prácticamente sepultado por una serie de flujos piroclásticos y lahares. Durante siglos, había sido el único puerto de entrada a la isla. Plymouth sigue siendo la capital de iure de Montserrat, lo que la convierte en la única ciudad fantasma que es la capital de un territorio político.

## Historia

### Iglesia de San Antonio
Después del establecimiento de la primera colonia europea en la isla de Montserrat en 1632, la Iglesia de San Antonio se estableció en Plymouth en 1636. Aunque hay un San Antonio en el catolicismo, se cree que el gobernador Anthony Brisket, que fue a Inglaterra a obtener fondos para construir la iglesia, tenía la iglesia que lleva su nombre. La iglesia tuvo que ser reconstruida varias veces a lo largo de su historia debido a los daños causados por terremotos y huracanes.

### Huracán Hugo
Montserrat fue golpeada por el huracán Hugo el 17 de septiembre de 1989. El huracán destruyó un embarcadero de piedra de 180 pies en el puerto de Plymouth. Muchos otros edificios, incluyendo escuelas, centros de salud y el edificio del hospital central recientemente construido, quedaron inutilizados por los daños causados por la tormenta. Dado que el hospital era el único en la isla, y los daños eran lo suficientemente extensos como para que todos los pacientes tuvieran que ser reubicados, un estudio realizado por ingenieros de la Agencia Nacional de Manejo de Emergencias de Trinidad y Tobago concluyó que el hospital debía someterse a un rediseño sustancial para asegurar que su fuerza estructural pudiera soportar futuras tormentas.

### Erupciones volcánicas y abandono

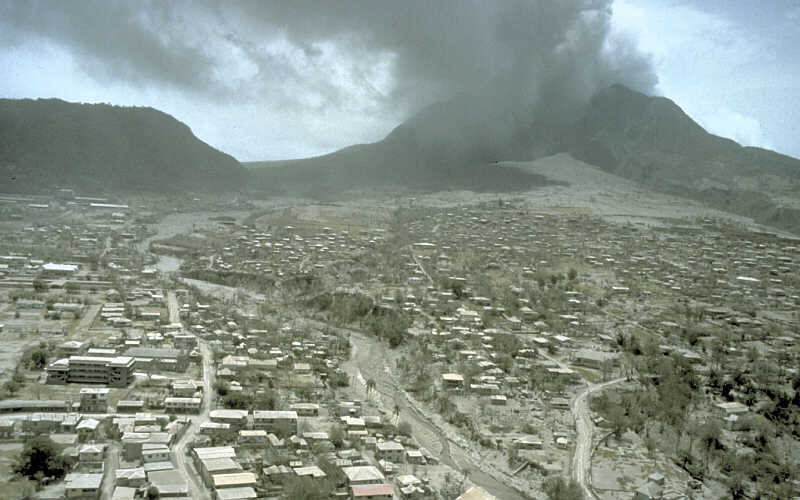
Al 12 de julio de 1997, los flujos piroclásticos habían quemado gran parte de lo que aún no había sido cubierto de ceniza.

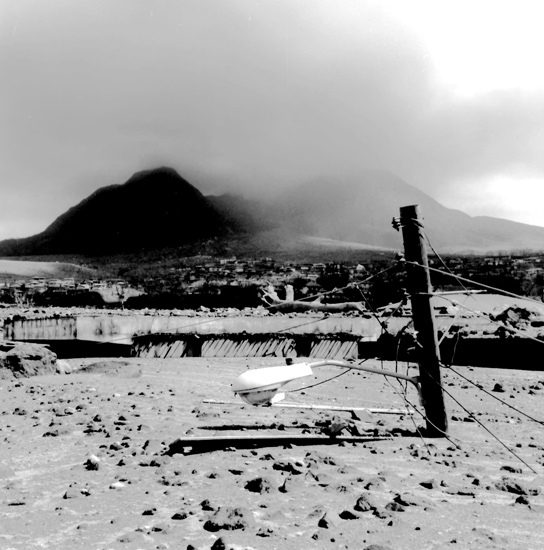
Ceniza apilada tan alto como una farola en las calles de Plymouth (1999).

A partir de julio de 1995, una serie de erupciones en el volcán Soufrière Hills, que había estado inactivo durante siglos, enviaron flujos piroclásticos y caídas de cenizas a través de una amplia área del sur de Montserrat, incluida la capital, Plymouth. Inmediatamente quedó claro que la ciudad estaba en grave peligro. El 21 de agosto de 1995, el piroclasto cayó sobre Plymouth, y en diciembre los residentes fueron evacuados como precaución.
A los residentes se les permitió regresar unos meses más tarde, pero el 25 de junio de 1997 una nueva erupción masiva produjo oleadas piroclásticas que mataron a 19 personas y llegaron casi al aeropuerto de la isla en el lado oriental de la isla. Plymouth fue evacuado de nuevo.
Entre el 4 y el 8 de agosto de 1997, otra serie de grandes erupciones destruyó aproximadamente el 80% de la ciudad, sepultándola bajo varios metros de ceniza. Este material caliente quemó muchos de los edificios, impidiendo el regreso de muchos de los residentes.
El gobierno ordenó la evacuación de Plymouth, con la marina real británica ayudando llevando a la población a un lugar seguro. Toda la mitad sur de la isla fue declarada zona de exclusión debido a la continua actividad volcánica en las colinas de Soufrière. El gobierno de la isla se trasladó al norte a la ciudad de Brades, aunque Plymouth sigue siendo la capital de iure. A partir de 2013, un nuevo puerto y capital están en construcción en Little Bay, en la costa noroeste de la isla.
La destrucción total de Plymouth causó graves problemas económicos para la isla de Montserrat. Plymouth había sido, con diferencia, el asentamiento más grande de la isla, con una población de unos 4000 habitantes, y como tal había sido el sitio de casi todas las tiendas y servicios de la isla, además de haber sido su sede de gobierno. Algunas de las instalaciones perdidas fueron posteriormente reconstruidas en otros lugares de Montserrat, pero esto no impidió la emigración. Entre 1995 y 2000, dos tercios de la población total de la isla se vieron obligadas a huir, muchas de las cuales se establecieron en el Reino Unido, dejando a menos de 1200 personas residentes en la isla a partir de 1997. La cifra de población había aumentado a casi 5000 en 2016.

## Geografía
Plymouth está situado en la ladera suroeste inferior del volcán Soufrière Hills. Está bien dentro de la zona de exclusión volcánica, que se considera totalmente inhabitable.

### Clima
| Parámetros climáticos promedio de | Parámetros climáticos promedio de | Parámetros climáticos promedio de | Parámetros climáticos promedio de | Parámetros climáticos promedio de | Parámetros climáticos promedio de | Parámetros climáticos promedio de | Parámetros climáticos promedio de | Parámetros climáticos promedio de | Parámetros climáticos promedio de | Parámetros climáticos promedio de | Parámetros climáticos promedio de | Parámetros climáticos promedio de | Parámetros climáticos promedio de |
| Mes                               | Ene.                              | Feb.                              | Mar.                              | Abr.                              | May.                              | Jun.                              | Jul.                              | Ago.                              | Sep.                              | Oct.                              | Nov.                              | Dic.                              | Anual                             |
| --------------------------------- | --------------------------------- | --------------------------------- | --------------------------------- | --------------------------------- | --------------------------------- | --------------------------------- | --------------------------------- | --------------------------------- | --------------------------------- | --------------------------------- | --------------------------------- | --------------------------------- | --------------------------------- |
| Temp. máx. abs. (°C)              | 32                                | 33                                | 34                                | 34                                | 36                                | 37                                | 37                                | 37                                | 36                                | 34                                | 37                                | 33                                | 37                                |
| Temp. máx. media (°C)             | 29                                | 30                                | 31                                | 31                                | 32                                | 32                                | 33                                | 33                                | 32                                | 31                                | 30                                | 29                                | 31                                |
| Temp. mín. media (°C)             | 23                                | 23                                | 24                                | 24                                | 24                                | 25                                | 25                                | 25                                | 24                                | 24                                | 24                                | 23                                | 24                                |
| Temp. mín. abs. (°C)              | 17                                | 18                                | 18                                | 18                                | 19                                | 21                                | 22                                | 22                                | 21                                | 19                                | 19                                | 18                                | 17                                |
| [cita requerida]                  |                                   |                                   |                                   |                                   |                                   |                                   |                                   |                                   |                                   |                                   |                                   |                                   |                                   |

## Galería

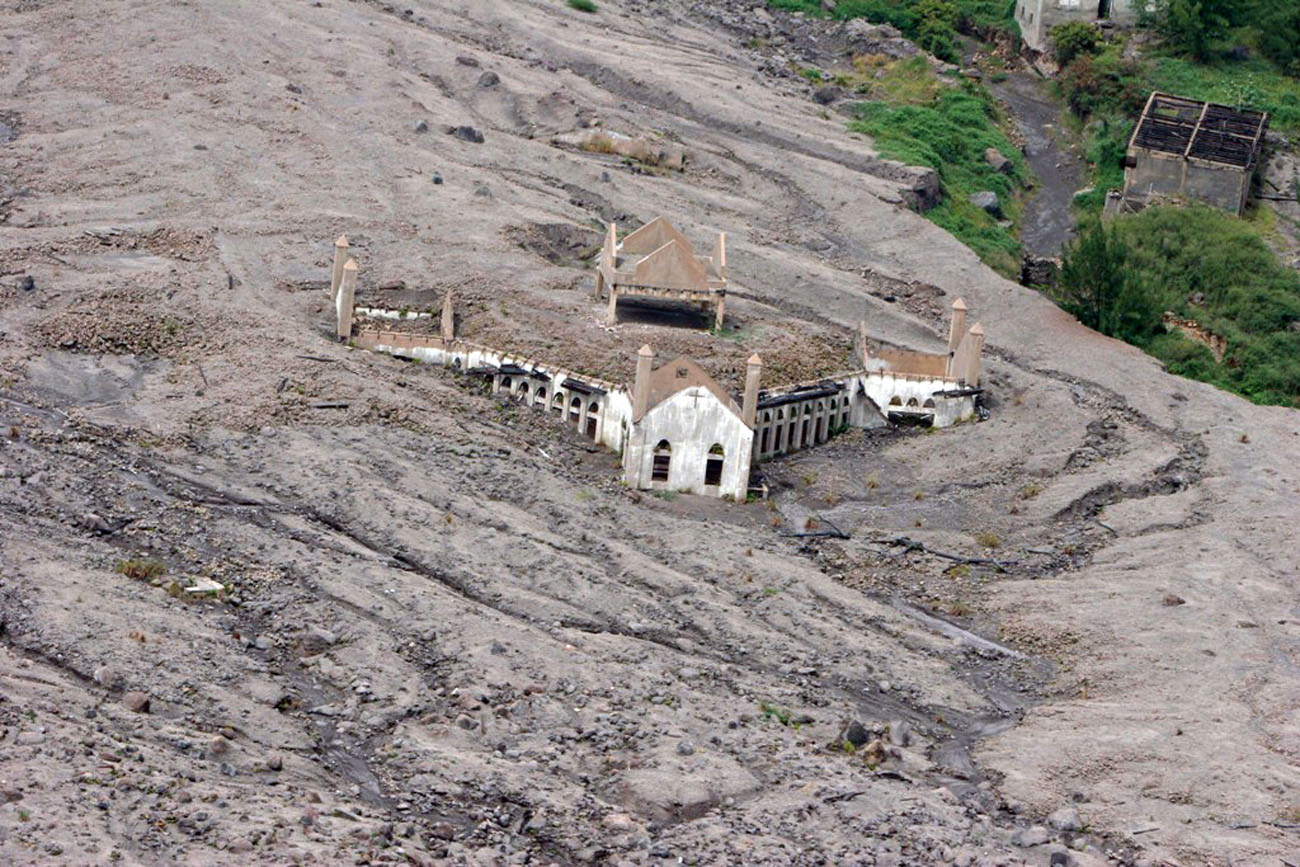
Una iglesia después de la erupción.
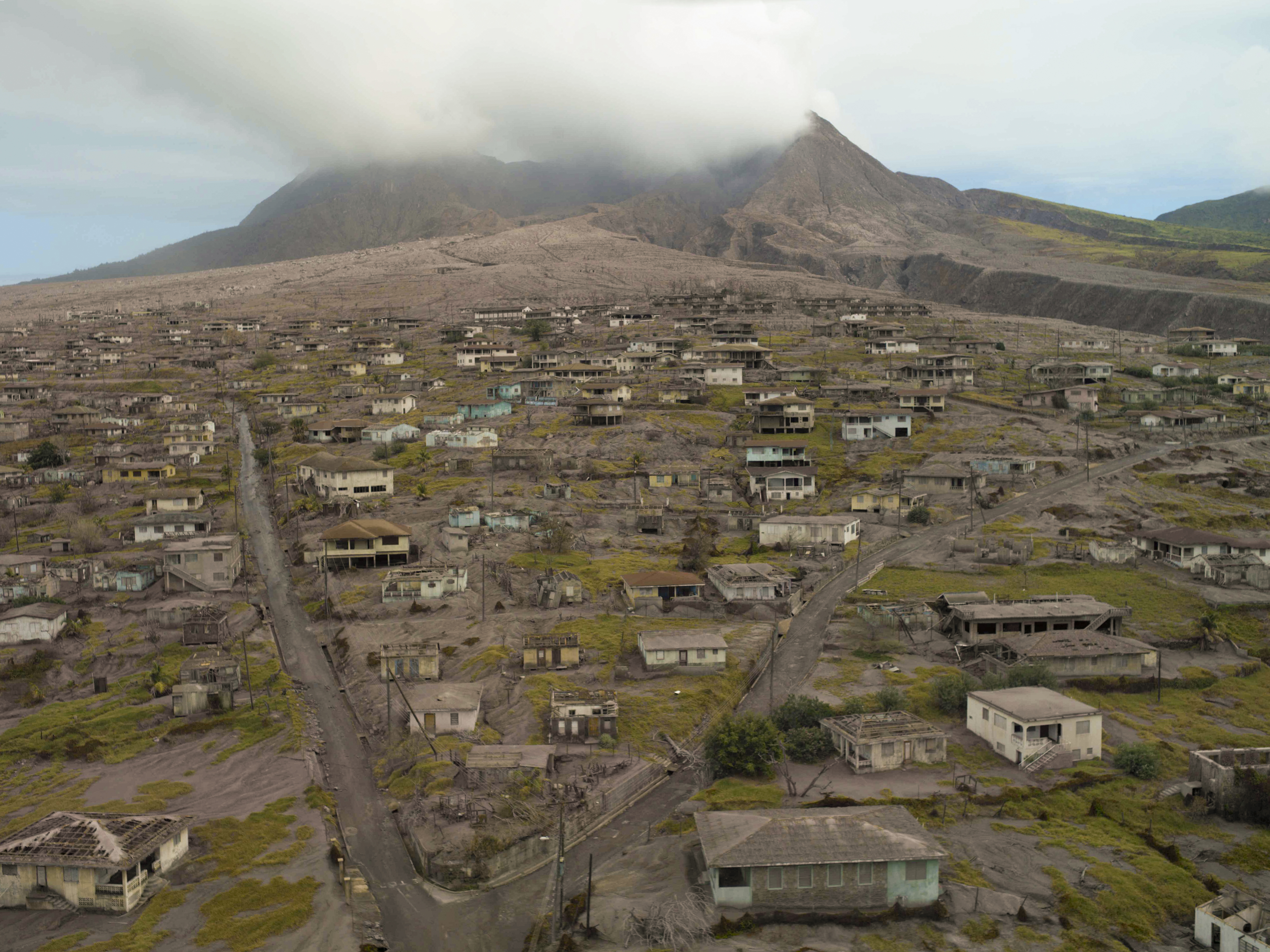
Una zona residencial después de la erupción.
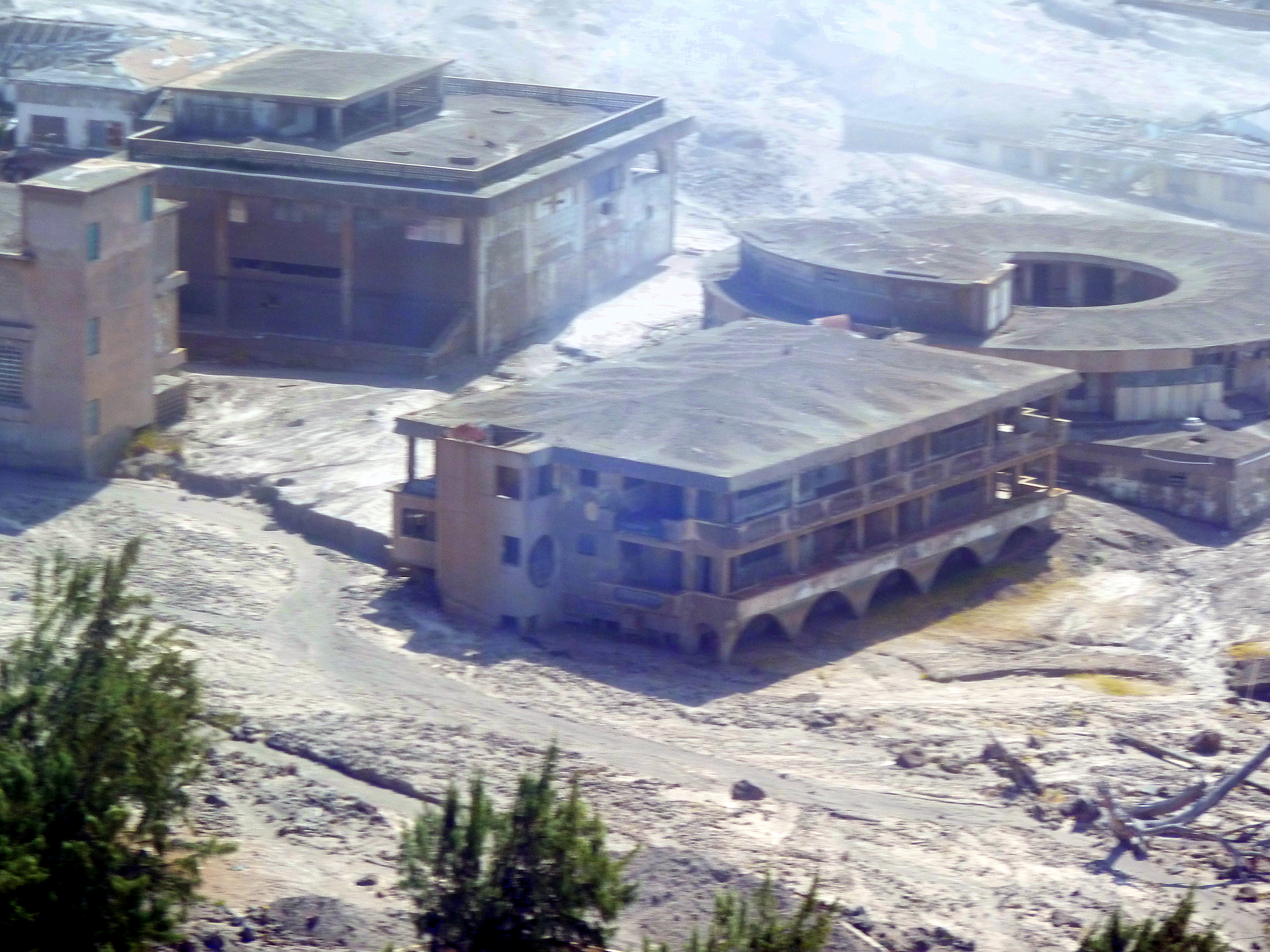
Edificios parcialmente sumergidos.
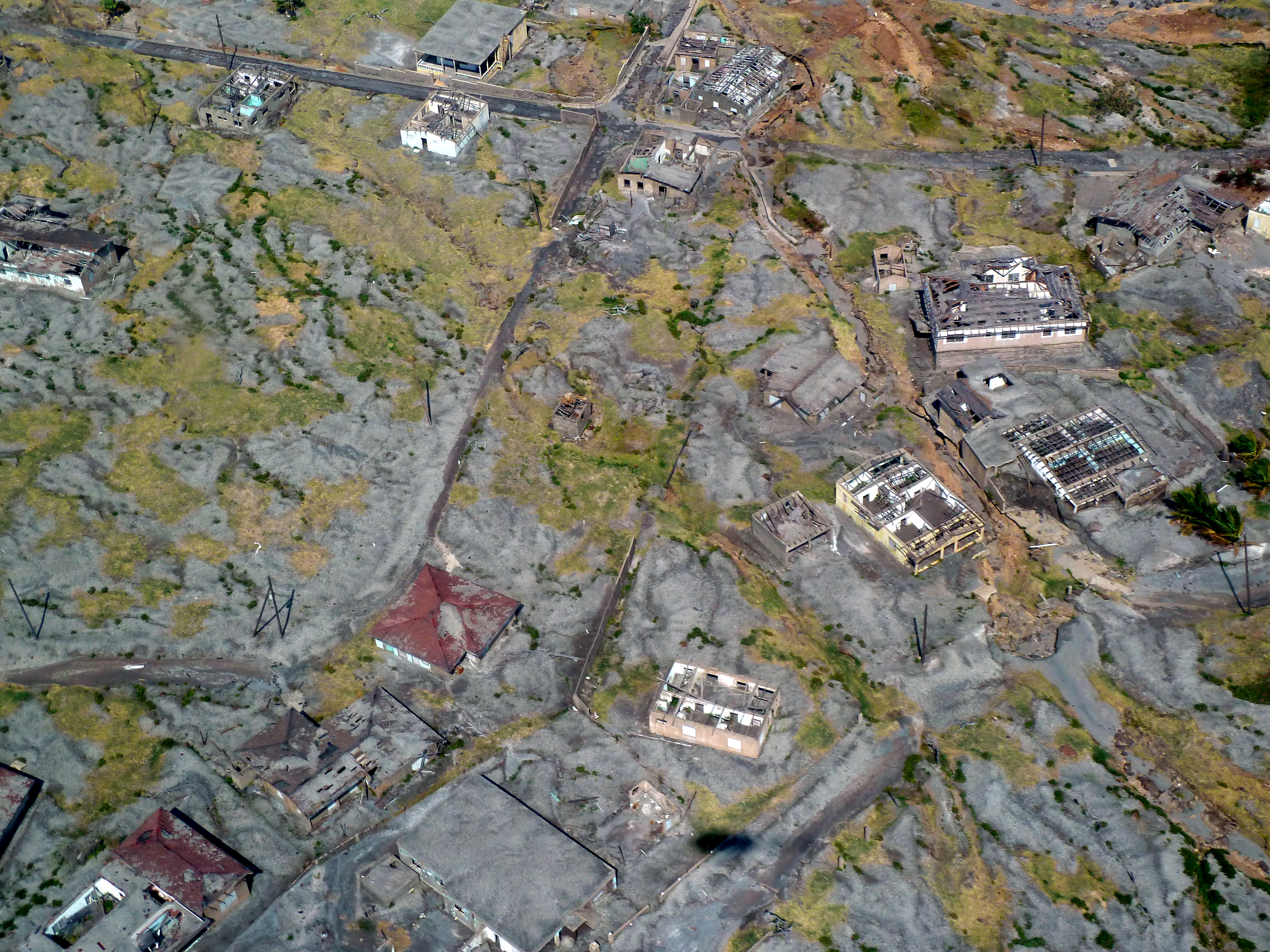
Una foto aérea que muestra daños comunes en el techo.
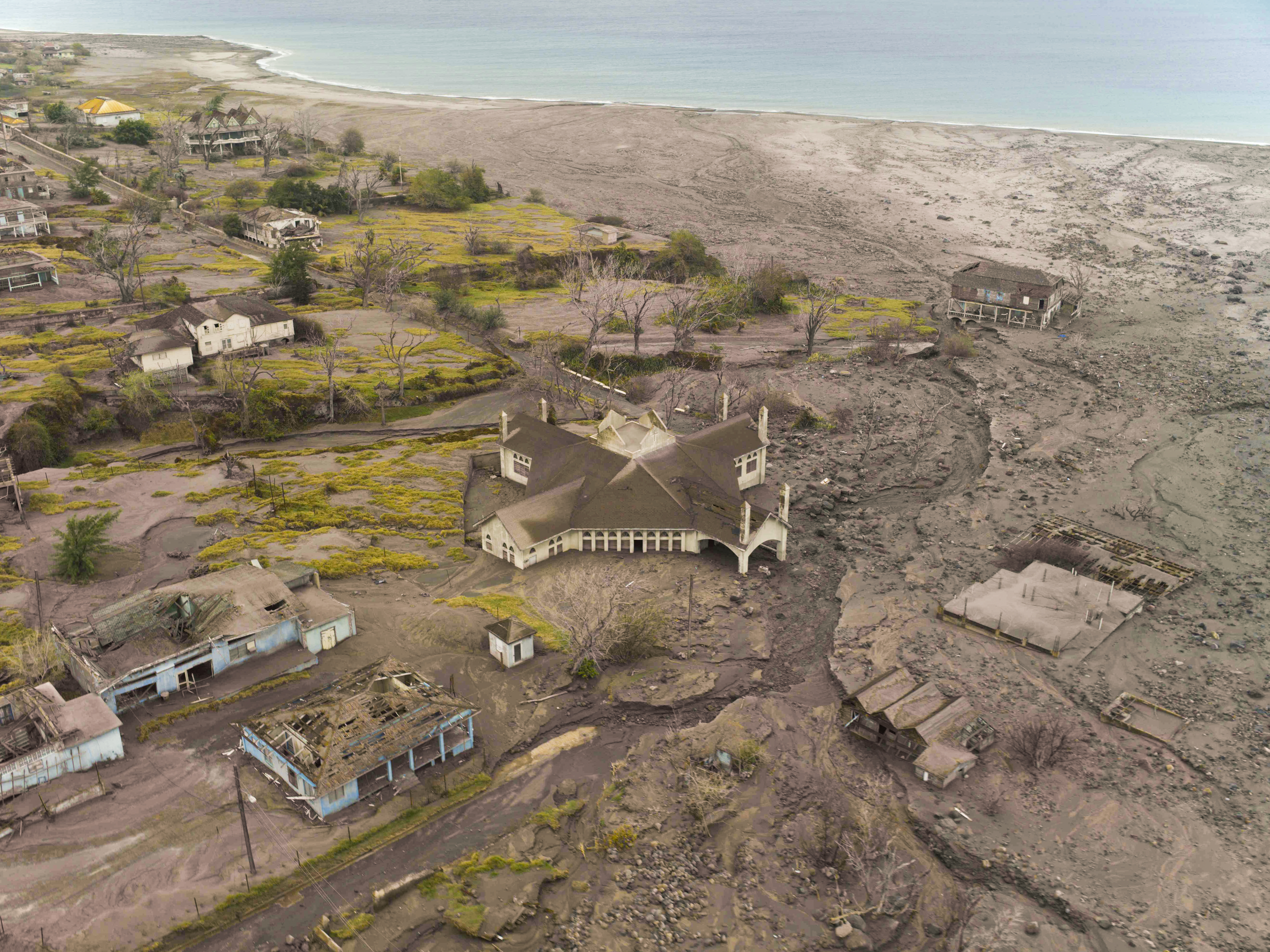
Edificios parcialmente enterrados cerca de la orilla.
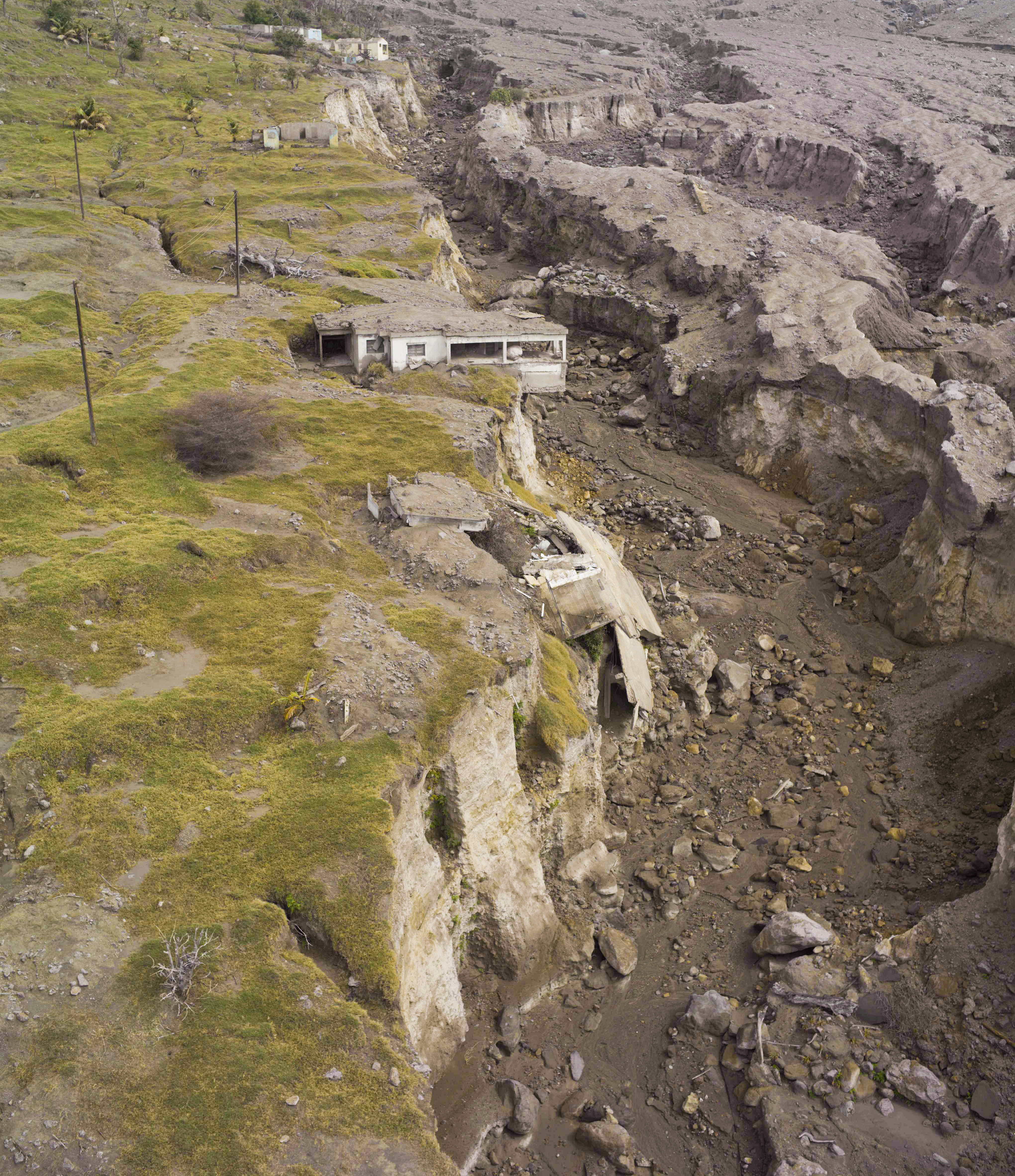
Una casa en el borde de un acantilado recién formado.
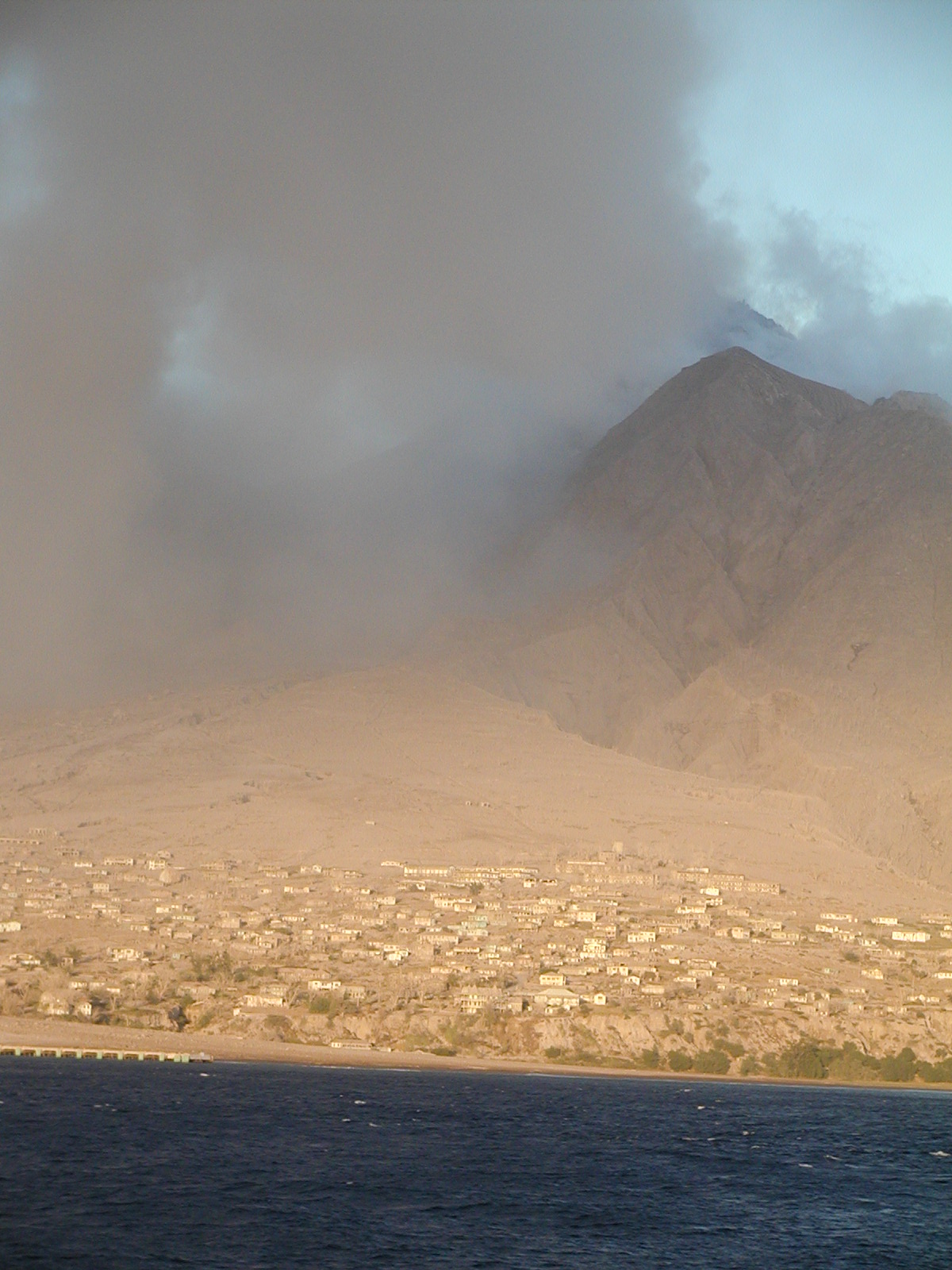
Vista de la ciudad abandonada y el volcán.